# 21st Century Breakdown
《21st Century Breakdown》은 그린 데이의 여덟 번째 정규 음반이다. 《American Idiot》을 이은 밴드의 두 번째 컨셉 앨범이며, 부치 빅이 프로듀스한 첫 번째 그린 데이 앨범이다. 밴드는 2006년 1월 앨범 제작 작업을 시작했으며, 보컬과 기타를 맡고 있는 빌리 조 암스트롱은 2007년 10월까지 45곡을 작곡했지만, 2008년 1월까지 밴드 멤버들은 부치 빅과 함께 스튜디오 작업을 하지 않았다. 작곡과 녹음 작업은 3년간에 걸쳐 진행되었으며, 캘리포니아에 있는 네 스튜디오에서 녹음이 진행되었고, 2009년 4월에 이 작업들이 완료되었다.
《21st Century Breakdown》는 2009년 5월 15일에 리프리즈 레코드를 통해 발매되었다. 빌리 조 암스트롱은 이 앨범을 두고 "우리가 살고 있는 주위에 있는 정부, 종교, 미디어 등 어떠한 형태의 권위있는 것들이 만들어내는 이 속임수들에 대해 질문하고 이해해야 하는 이 시대의 스냅샷"이라고 말한 바 있다. 싱글로 발매된 "Know Your Enemy"와 "21 Guns"는 이 앨범에서 소외와 정치적인 분노에 대해 다루고 있다.
《21st Century Breakdown》에 대한 평론가들의 입장은 대체로 호의적이었다. 평론가들은 이 앨범의 작곡 솜씨와 빌리 조 암스트롱의 가사가 성공적이었다고 평했다. 하지만 일부 회의적인 비평가들은 이 앨범의 컨셉이 막연하고 방향을 잃었다고 평했다. 이 앨범은 빌보드 200 차트, 유러피안 탑 100 앨범, 영국 음반 차트 등 여러 차트에서 1위를 차지하면서 그린 데이의 앨범 중 가장 높은 차트 성적을 냈다. 이 앨범은 2010년 1월 31일에 열린 52회 그래미 수상식에서 그래미 록 부문 최우수상을 수상했다. 2009년 6월까지 《21st Century Breakdown》는 미국에서 974,000장이 팔려나간 것으로 집계되었다.

## 수록곡
모든 곡은 빌리 조 암스트롱이 작사하고 그린데이가 작곡했다.
| #  | 제목                      | 재생 시간 |
| -- | ------------------------- | --------- |
| 1. | 〈"Song of the Century"〉 | 0:57      |

Act Ⅰ: Heroes and Cons
| #  | 제목                         | 재생 시간 |
| -- | ---------------------------- | --------- |
| 2. | 〈"21st Century Breakdown"〉 | 5:09      |
| 3. | 〈"Know Your Enemy"〉        | 3:11      |
| 4. | 〈"¡Viva La Gloria!"〉       | 3:31      |
| 5. | 〈"Before the Lobotomy"〉    | 4:37      |
| 6. | 〈"Christian's Inferno"〉    | 3:07      |
| 7. | 〈"Last Night on Earth"〉    | 3:57      |

Act 2: Charlatans and Saints
| #   | 제목                                 | 재생 시간 |
| --- | ------------------------------------ | --------- |
| 8.  | 〈"East Jesus Nowhere"〉             | 4:35      |
| 9.  | 〈"Peacemaker"〉                     | 3:24      |
| 10. | 〈"Last of the American Girls"〉     | 3:51      |
| 11. | 〈"Murder City"〉                    | 2:54      |
| 12. | 〈"¿Viva La Gloria? (Little Girl)"〉 | 3:48      |
| 13. | 〈"Restless Heart Syndrome"〉        | 4:21      |

Act 3: Horseshoes and Handgrenades
| #   | 제목                                                          | 재생 시간 |
| --- | ------------------------------------------------------------- | --------- |
| 14. | 〈"Horseshoes and Handgrenades"〉                             | 3:14      |
| 15. | 〈"The Static Age"〉                                          | 4:17      |
| 16. | 〈"21 Guns"〉                                                 | 5:21      |
| 17. | 〈"American Euology" (A. "Mass Hysteria"/B. "Modern World")〉 | 4:26      |
| 18. | 〈"See the Light"〉                                           | 4:36      |

## 싱글
- "Know Your Enemy" (2009년 4월 16일)
- "21 Guns" (2009년 5월 25일)
- "East Jesus Nowhere" (2009년 10월 19일)
- "21st Century Breakdown" (2009년 12월 21일)
- "Last of the American Girls" (2010년 4월 1일)

## 구성
밴드
- 빌리 조 암스트롱 - 기타, 피아노, 리드 보컬
- 트레 쿨 - 드럼, 퍼커션
- 마이크 던트 - 베이스 기타, 배킹 보컬

세션 뮤지션
- 제이슨 프리즈 - 피아노
- 톰 키트 - 현악기
- 페트릭 워렌 - 현악기 지휘

## 차트 순위
| 국가                 | 인증 기관          | 최고순위 | 인증     | 판매량   |
| -------------------- | ------------------ | -------- | -------- | -------- |
| 아르헨티나           | CAPIF              | 1        | 골드     | +20,000  |
| 오스트레일리아       | ARIA               | 2        | 플래티넘 | +70,000  |
| 오스트리아           |                    | 1        | 플래티넘 | +20,000  |
| 캐나다               | CAC                | 1        | 플래티넘 | +160,000 |
| 체코                 |                    | 1        |          |          |
| 덴마크               |                    | 1        | 골드     |          |
| 유러피언 탑 100 앨범 | IFPI               | 1        | 플래티넘 |          |
| 핀란드               |                    | 3        | 골드     | +15,000  |
| 프랑스               | SNEP               | 1        | 플래티넘 | +100,000 |
| 독일                 | GfK AG             | 1        | 골드     | +100,000 |
| 헝가리               | Mahasz             | 4        |          |          |
| 아일랜드             | IRMA               | 2        | 플래티넘 |          |
| 이탈리아             | FIMI               | 1        |          |          |
| 일본                 | RIAJ               | 1        | 골드     | +100,000 |
| 네덜란드             | NOS                | 4        |          |          |
| 뉴질랜드             | RIANZ              | 1        | 플래티넘 | +15,000  |
| 노르웨이             | IFPI               | 1        | 골드     | +15,000  |
| 폴란드               | OLiS               | 6        |          |          |
| 포르투갈             |                    | 2        |          |          |
| 스페인               | PROUMUSICAE        | 1        |          |          |
| 스웨덴               | 스베리예토프리스탄 | 1        | 골드     |          |
| 스위스               | IFPI               | 1        | 플래티넘 | +30,000  |
| 영국                 | BPI                | 1        | 플래티넘 | +300,000 |
| 미국                 | RIAA               | 1        | 골드     | +974,000 |